# Gos d'atura catala
Gos d'atura er en hunderace, der stammer fra det østlige Pyrenæerområde i den spanske provins Catalonien, hvor den stadig bruges som hyrdehund til får og kvæg.
I Spanien blev Gos d'atura catala første gang registreret i 1915.
- Wikimedia Commons har flere filer relateret til Gos d'atura catala

| Hund | Spire Denne hunderelaterede artikel er en spire som bør udbygges. Du er velkommen til at hjælpe Wikipedia ved at udvide den. |